# Paulo Cezar Costa

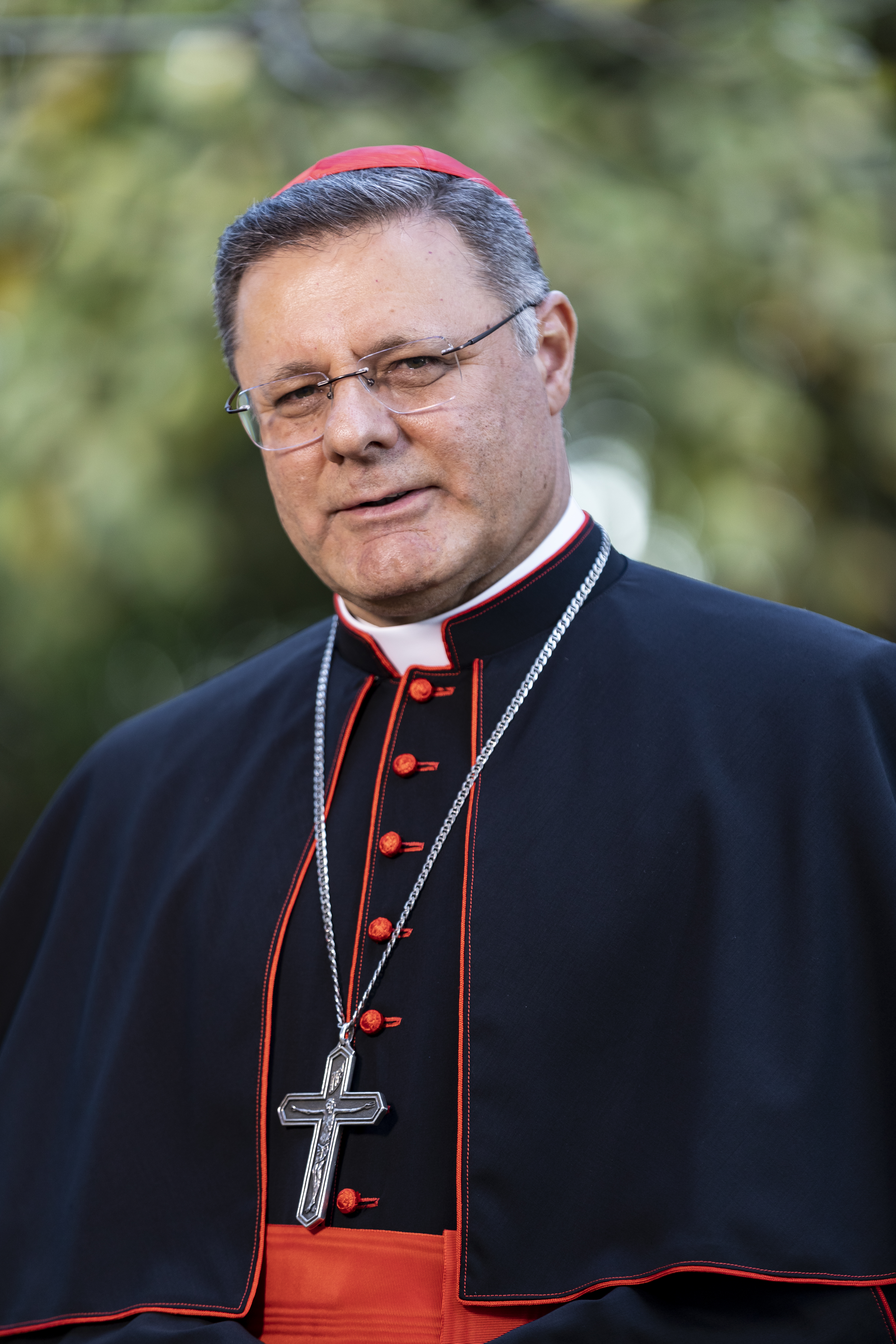
Paulo Cezar Kardinal Costa (2022)

Kardinalswappen (seit 2022)

Paulo Cezar Kardinal Costa (* 20. Juli 1967 in Valença, Bundesstaat Rio de Janeiro) ist ein brasilianischer Geistlicher und römisch-katholischer Erzbischof von Brasília.

## Leben
Paulo Cezar Costa studierte Philosophie am Priesterseminar Nossa Senhora do Amor Divino in Petrópolis und Katholische Theologie am Theologischen Institut des Erzbistums São Sebastião do Rio de Janeiro. Er wurde am 27. Dezember 1991 zum Diakon geweiht und empfing am 5. Dezember 1992 in der Catedral de Nossa Senhora da Glória durch den Bischof von Valença, Elias James Manning OFMConv, das Sakrament der Priesterweihe.
Nach der Priesterweihe war Paulo Cezar Costa zunächst als Pfarrvikar in Paraíba do Sul tätig, bevor er 1994 Pfarrer der Pfarrei São Sebastião dos Ferreiros in Vassouras wurde. 1996 wurde Cezar Costa für weiterführende Studien nach Rom entsandt, wo er an der Päpstlichen Universität Gregoriana ein Lizenziat im Fach Dogmatik erwarb und 2001 zum Doktor der Theologie promoviert wurde. Von 2001 bis 2006 war Paulo Cezar Costa Pfarrer der Pfarrei Santa Rosa de Lima in Valença. 2006 wurde Cezar Costa Regens des interdiözesanen Priesterseminars Paulo VI und Direktor des Instituts für Philosophie und Theologie in Nova Iguaçu. Seit 2007 war er zudem Direktor und Professor an der theologischen Fakultät der Päpstlichen Katholischen Universität von Rio de Janeiro.
Am 24. November 2010 ernannte ihn Papst Benedikt XVI. zum Titularbischof von Oescus und zum Weihbischof in Rio de Janeiro. Der Erzbischof von São Sebastião do Rio de Janeiro, Orani Tempesta OCist, spendete ihm sowie den gleichzeitig ernannten Weihbischöfen Pedro Cunha Cruz und Nelson Francelino Ferreira am 5. Februar 2011 die Bischofsweihe; Mitkonsekratoren waren der emeritierte Bischof von Nova Friburgo, Rafael Llano Cifuentes, und der Bischof von Valença, Elias James Manning OFMConv.
Papst Franziskus ernannte ihn am 22. Juni 2016 zum Bischof von São Carlos. Die Amtseinführung fand am 6. August desselben Jahres statt. Am 20. April 2020 berief ihn Papst Franziskus zudem zum Mitglied der Päpstlichen Kommission für Lateinamerika und am 4. Juli 2020 zum Mitglied des Päpstlichen Rates zur Förderung der Einheit der Christen (seit 2022: Dikasterium zur Förderung der Einheit der Christen).
Am 21. Oktober 2020 ernannte ihn Papst Franziskus zum Erzbischof von Brasília. Die Amtseinführung erfolgte am 12. Dezember desselben Jahres.
Im Konsistorium vom 27. August 2022 nahm ihn Papst Franziskus als Kardinalpriester mit der Titelkirche Santi Bonifacio e Alessio in das Kardinalskollegium auf. Die Besitzergreifung seiner Titelkirche fand am 7. Oktober desselben Jahres statt.
Nach dem Tod von Papst Franziskus nahm Kardinal Costa am Konklave 2025 teil, das Leo XIV. wählte.